# FK Boukhara
Maillots
Le Boukhara futbol klubi (en ouzbek : Бухoрo футбол клуби), plus couramment abrégé en FK Boukhara, est un club ouzbek de football fondé en 1960 et basé dans la ville de Boukhara.
Il dispute ses matchs à domicile au Stade Central de Boukhara.

## Histoire
Fondé en 1960 sous le nom de Buhoro Bukhara, il est l'un des 17 clubs ayant pris part au premier championnat de l'Ouzbékistan (sous le nom de Nurafshon Bukhara), organisé quelques mois après la déclaration de l'indépendance du pays.
Il dispute le championnat de première division lors de la saison 2011, grâce à sa victoire en Birinchi Liga, la deuxième division ouzbèke.
Sa meilleure performance en championnat est une deuxième place, obtenue à l'issue de la saison 1994.
L'un des meilleurs joueurs ayant porté les couleurs du club est Victor Karpenko, d'ethnie russe.

### Noms successifs
- 1960-1966 : Buhoro Bukhara
- 1967-1979 : Fakel Bukhara
- 1980-1988 : FK Bukhara
- 1989-1996 : Nurafshon Bukhara
- Depuis 1997 : FK Bukhara

## Palmarès
| Compétitions nationales                                                         |
| ------------------------------------------------------------------------------- |
| - Championnat d'Ouzbékistan D2 (1) : - Champion : 2010. - Vice-champion : 1994. |

## Entraîneurs du club
- Oleg Bugaïev (1990)
- Stanislav Kaminski (1991 – 1992)
- Boris Lavrov (1993)
- Aleksandr Ivankov (1994)
- Mustafa Belialov (1995)
- Islom Akhmedov (1996)
- Igor Pliougine (1996)
- Stanislav Kaminski (1997 – 1998)
- Khakim Fuzailov (1998 – 1999)
- Rauf Inileïev (2009)
- Gennadi Kotchnev (2010 – 2011)
- Djamchid Saïdov (2012)
- Tachmourad Agamouradov (2012 – 2013)
- Edgar Gess (2014 –)
- Seïd Seïdov (2014)
- Aleksandr Motchinov (2014 - 17 mai 2015)
- Choukhrat Faïziev (21 mai 2015 – 5 juillet 2015)
- Djamshid Saïdov (5 juillet 2015 – 26 janvier 2017)
- Ulugbek Bakayev  (26 janvier 2017 – ?)